# بيت الموقلي (الحيمة الداخلية)

تعديل مصدري - تعديل

بيت الموقلي هي إحدى قرى عزلة الأحبوب بمديرية الحيمة الداخلية التابعة لمحافظة صنعاء، بلغ تعداد سكانها 242 نسمة حسب تعداد اليمن لعام 2004.